# گروسوبرینگن
گروسوبرینگن (به آلمانی: Großobringen) یک شهر در آلمان است که در وایمارر لاند واقع شده‌است. گروسوبرینگن ۸۵۳ نفر جمعیت دارد.